# Lava-Lava

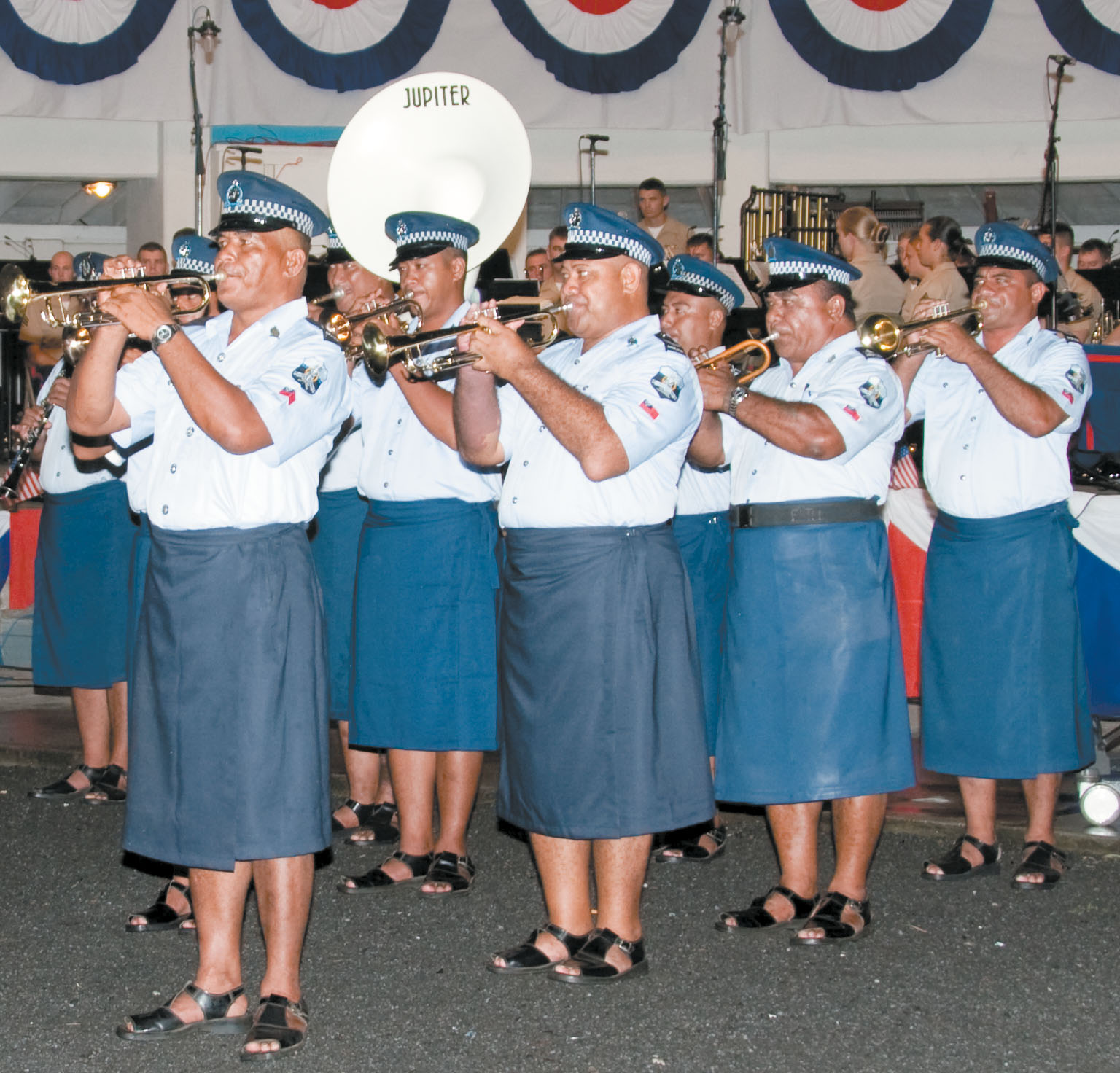
Polizeiband Samoas in Lava-Lavas

Ein Lava-Lava ist ein Männerrock, der traditionell in Polynesien getragen wird, besonders auf den Samoainseln. Er ist dem Sarong, dem Pareo aus Südasien und dem Longyi aus Myanmar sehr ähnlich, sodass diese Bezeichnungen manchmal auch synonym verwendet werden. Ähnlichkeiten bestehen zudem zum Kikoi in Ostafrika und dem Belted Plaid in Schottland.